# Bataille de Toumour
Insurrection de Boko Haram
Batailles
La bataille de Toumour a lieu du 12 au 14 septembre 2016 pendant l'insurrection de Boko Haram.

## Prélude
Le 2 septembre 2016, vers 22 heures, le village de Toumour, situé 75 kilomètres au nord-est de la ville de Diffa, subit une première incursion d'un groupe de djihadistes de Boko Haram. Ces derniers assassinent un Nigérian, puis ils tombent sur des jeunes hommes d'un groupe d'autodéfense alors qu'ils s'apprêtaient à partir du village. Les djihadistes ouvrent le feu, tuent quatre hommes, puis ils s'enfuient au Nigeria,,.

## Déroulement
Le 12 septembre, un rassemblent est organisé dans le village de Toumour pour célébrer la fête de Tabaski, mais les autorités redoutent une attaque. Informées de la présence de djihadistes, elles envoient une patrouille de l'armée nigérienne à leur recherche. Vers 10 heures, la patrouille tombe dans une embuscade près d'un puits, à huit kilomètres au nord de Toumour. L'affrontement s'engage entre les militaires et les djihadistes, qui combattent à pied. Au cours de la riposte, les Nigériens sont renforcés par des soldats de l'armée tchadienne, présents dans la zone,. Les militaires lancent ensuite des opérations de ratissage qui s'achèvent le 14 septembre.

## Les pertes
Le 13 septembre, le colonel Moustapha Lédru, porte-parole de l'armée nigérienne, déclare que 30 hommes de Boko Haram ont été tués et deux faits prisonniers. L'armée déplore cinq morts et six blessés. Il annonce également par la même occasion que deux soldats avaient été tués et deux autres blessés par l'explosion d'une mine le 8 septembre à Baroua. Le 16 septembre, le colonel Moustapha Lédru déclare que deux soldats ont été blessés et 38 djihadistes tués lors d'opérations de ratissage menées les 12, 13 et 14 septembre.